# Sự kiện Cẩm Nê

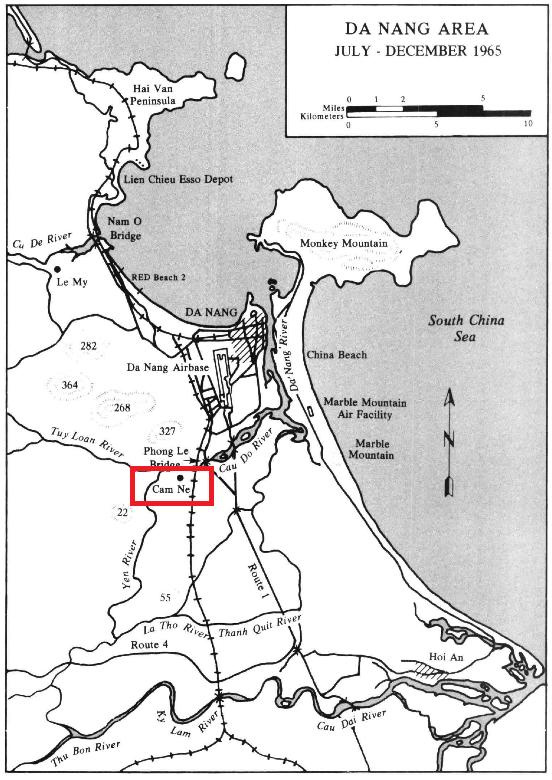
Bản đồ khu vực Đà Nẵng, với Cẩm Nê được đánh dấu đỏ

Sự kiện Cẩm Nê là một sự kiện trong Chiến tranh Việt Nam, trong đó Thủy quân lục chiến Hoa Kỳ (TQLC) đốt lều của thường dân người Việt sống tại làng Cẩm Nê thuộc tỉnh Quảng Nam, Việt Nam Cộng hòa (VNCH). Sự kiện đã trở thành một trong những tin tức hàng đầu ở Mỹ về chiến tranh thời bấy giờ.

## Bối cảnh
Ngày 2 tháng 7 năm 1965, sau một cuộc tấn công bằng súng cối và đặc công của Mặt trận Dân tộc Giải phóng miền Nam Việt Nam (QGP) vào Căn cứ không quân Đà Nẵng phá hủy ba máy bay và làm hư hại thêm ba chiếc khác, khu vực trách nhiệm chiến thuật của lực lượng TQLC được mở rộng về phía nam căn cứ đến một cung đường cách sông Cầu Đỏ 5 dặm (8,0 km) về phía Nam. Khu vực này từng là thành trì của Việt Minh trong Chiến tranh Đông Dương và hiện đang là cứ điểm quan trọng của QGP.
Ngày 12 tháng 7, các đơn vị của Tiểu đoàn 1, Trung đoàn TQLC số 9 hoạt động quanh Cẩm Nê hứng chịu hỏa lực từ một lực lượng QGP ở thôn Cẩm Nê 4 (được đánh số để nhận dạng trong cụm sáu làng cùng tên). Công tác tuần tra trong khu vực tiếp tục diễn ra trong suốt tháng 7 và sang tháng 8. Hoạt động quân sự thường lệ của lực lượng Hoa Kỳ khi các làng hoặc khu vực được cho là bất hợp tác hoặc thù địch là đốt phá làng và vây bắt dân thường để đưa đến các trại tị nạn ở khu vực thành thị hoặc khu vực do VNCH kiểm soát.
Ngày 3 tháng 8, Đại đội D của Tiểu đoàn 1, Trung đoàn TQLC số 9 được cử đến Cẩm Nê để hỗ trợ Chiến dịch Blastout với lệnh tiêu diệt lực lượng QGP và các công sự của họ, kể cả bất kỳ công trình nào mà chúng hứng chịu hỏa lực. Khi TQLC tiến vào Cẩm Nê, họ hứng chịu hỏa lực lẻ tẻ, làm bị thương một lính TQLC, nhưng QGP đã rút lui. Toàn bộ ngôi làng đã được cố thủ và đặt bẫy phủ khắp, và TQLCđã tìm thấy 267 hầm chông, 3 bẫy lựu đạn và 6 quả mìn sát thương. Quân Mỹ sau đó tiến hành phá hủy 51 túp lều và 38 chiến hào, đường hầm và vị trí chiến đấu. Khi hoàng hôn dần buông xuống, TQLC bắt đầu rút lui và một lần nữa bị QGP bắn. Quân Mỹ sau đó bắn một loạt pháo và súng cối cùng 4 quả đạn pháo 105mm và 21 quả đạn súng cối 81mm trúng các vị trí của QGP.

### Báo cáo của CBS
Phóng viên CBS Morley Safer có mặt tại Đà Nẵng để đưa tin về hoạt động của TQLC. Vào ngày 3 tháng 8, Safer gia nhập đoàn quân TQLC hướng đến Cẩm Nê. Safer đi cùng với một người quay phim miền Nam, Hà Thúc Cần. Cuộc hành quân ở Cẩm Nê do Cần quay phim và Safer kể lại. Bộ phim cho thấy một người lính TQLC, được trang bị một khẩu súng trường, thiêu rụi một túp lều bằng bật lửa. Trong khi đó lại không có sự chống cự rõ ràng nào. Theo báo cáo của Safer, TQLC được lệnh đốt cháy bất kỳ ngôi làng nào mà họ hứng chịu dù chỉ có một loạt đạn bắn tỉa. Những ông bà già cầu xin TQLC tha cho ngôi nhà của họ, nhưng đều bị phớt lờ. Nhà cửa và đồ dùng cá nhân bị đốt cháy. Những lời cầu xin của dân làng hãy dừng lại cho đến khi tài sản của họ được di dời đều bị phớt lờ. Tất cả các kho gạo đều bị đốt cháy. TQLC đã bắt bốn tù nhân, và tất cả đều là những ông già.
CBS nhận ra rằng họ đang có một câu chuyện quan trọng và có tầm ảnh hưởng lớn ngay khi nó được chuyển đến New York. Chủ tịch CBS News Fred Friendly đã xác nhận tính chân thực của câu chuyện với Safer. Những hình ảnh này gây sốc, nhưng họ cho rằng câu chuyện này quan trọng và nên được công chiếu. Vụ việc được phát sóng trên CBS Evening News vào ngày 5 tháng 8 năm 1965.
Báo cáo Cẩm Nê ngay lập tức dấy lên luồng phản ứng mạnh mẽ. CBS hứng chịu hàng loạt cuộc gọi và thư chỉ trích của quân nhân Mỹ. Một ngày sau khi đoạn phim được phát sóng, Tổng thống Mỹ Lyndon Johnson đã gọi điện cho Chủ tịch CBS Frank Stanton để phàn nàn rằng bản báo cáo đã xúc phạm quốc kỳ Mỹ. Tổng thống ra lệnh điều tra lý lịch về Safer, bởi ông chắc chắn rằng anh ta đang làm việc cho Cộng sản. Tuy nhiên họ không tìm thấy bất cứ mối liên hệ nào giữa Safer và cộng sản. Tiếp theo, Johnson ra lệnh điều tra sĩ quan TQLC phụ trách chiến dịch Cẩm Nê, bởi ông chắc chắn rằng Safer đã hối lộ TQLC để đốt Cẩm Nê. Nhưng rồi cũng chẳng có bằng chứng nào được tìm thấy. Lầu Năm Góc yêu cầu CBS cắt vai trò phóng viên chiến trường Việt Nam của Safer. Bộ Quốc phòng bắt đầu theo dõi các bản tin truyền hình buổi tối. Safer tiếp nối báo cáo ban đầu của mình với các chương trình phát sóng bổ sung chỉ trích các hoạt động của TQLC trong khu vực. Tư lệnh TQLC tại Việt Nam, Thiếu tướng Lew Walt, đã cấm Safer rời khỏi Vùng 1 chiến thuật, khu vực chịu trách nhiệm của TQLC ở VNCH (lệnh này sau đó đã bị hủy bỏ).
Trong những ngày tiếp theo, truyền thông Mỹ tiếp tục đưa tin về tác động của các hoạt động của TQLC đối với dân thường Việt Nam xung quanh Đà Nẵng.

### Quan điểm của Thủy quân lục chiến
Các túp lều được đốt cháy để đảm bảo QGP sẽ không thể tái sử dụng chúng sau khi quân Mỹ rút đi. Ước tính khoảng 30–100 lính QGP đã bắn vào TQLC khi họ rút lui khỏi làng. Bốn lính TQLC bị thương và một trẻ em Việt Nam thiệt mạng trong cuộc giao tranh. TQLC không tìm thấy xác QGP nào, nên họ cho rằng QGP đã mang xác chết đi. TQLC đã triển khai lực lượng lớn vào ngày 3 tháng 8 tại Cẩm Nê vì họ lo ngại nó sẽ bị QGP chiếm đóng, bởi họ đã hứng chịu thương vong ở đó vào tháng trước. Họ cảm thấy báo cáo của CBS bị bóp méo và chỉ trích CBS vì chỉ kể một phần câu chuyện.
Ngày 9 tháng 8, một đơn vị TQLC khác hoạt động gần Cẩm Nê bị QGP bắn: hai lính TQLC thiệt mạng và hơn 20 người khác bị thương. TQLC quyết định chấm dứt công việc bảo vệ khu vực. Ngày 18 tháng 8, TQLC quay trở lại với lực lượng, nhưng lần này, dân làng đã được cảnh báo đầy đủ. Ngoài việc truy quét Cẩm Nê, TQLC còn xây dựng nơi trú ẩn cho thường dân Việt Nam. Toàn bộ ngôi làng đã được rà soát. Không có QGP nào được tìm thấy ở Cẩm Nê và không có thương vong.

## Sau sự kiện
Hơn một năm sau, trong hai Chiến dịch County Fair, một cuộc truy quét chung của Mỹ-VNCH vào cụm làng (không nhất thiết phải là cùng một làng, bởi Cẩm Nê ám chỉ một cụm sáu làng) vào ngày 17 tháng 3 năm 1966. Tiểu đoàn 3, Trung đoàn TQLC số 3 tuyên bố đã tiêu diệt 2 lính QGP vào làng, bắt một y tá bị tình nghi là cộng sản và giam giữ 13 người khác để thẩm vấn. Ngoài ra họ còn bắt được hai lính VNCH đào ngũ.
Để cân bằng các báo cáo quan trọng ban đầu, các báo cáo tiếp theo của CBS đã trình bày những khía cạnh tích cực của các hoạt động của TQLC tại khu vực Cẩm Nê. Tướng MACV William Westmoreland đã ra lệnh chuẩn bị các hướng dẫn mới liên quan đến liên lạc giữa lực lượng quân sự Hoa Kỳ và dân thường Việt Nam. Khi có thể, dân làng phải nhận được cảnh báo trước về các cuộc tấn công sắp tới. Quân lực VNCH sẽ đi cùng lực lượng Mỹ để hỗ trợ rà soát nhà ở và liên lạc với dân thường. Mặc dù Lầu Năm Góc đã cân nhắc việc kiểm duyệt tin tức do các nhà báo Mỹ đưa từ Việt Nam, nhưng kế hoạch này chưa bao giờ được thông qua.